# Mountain Dew

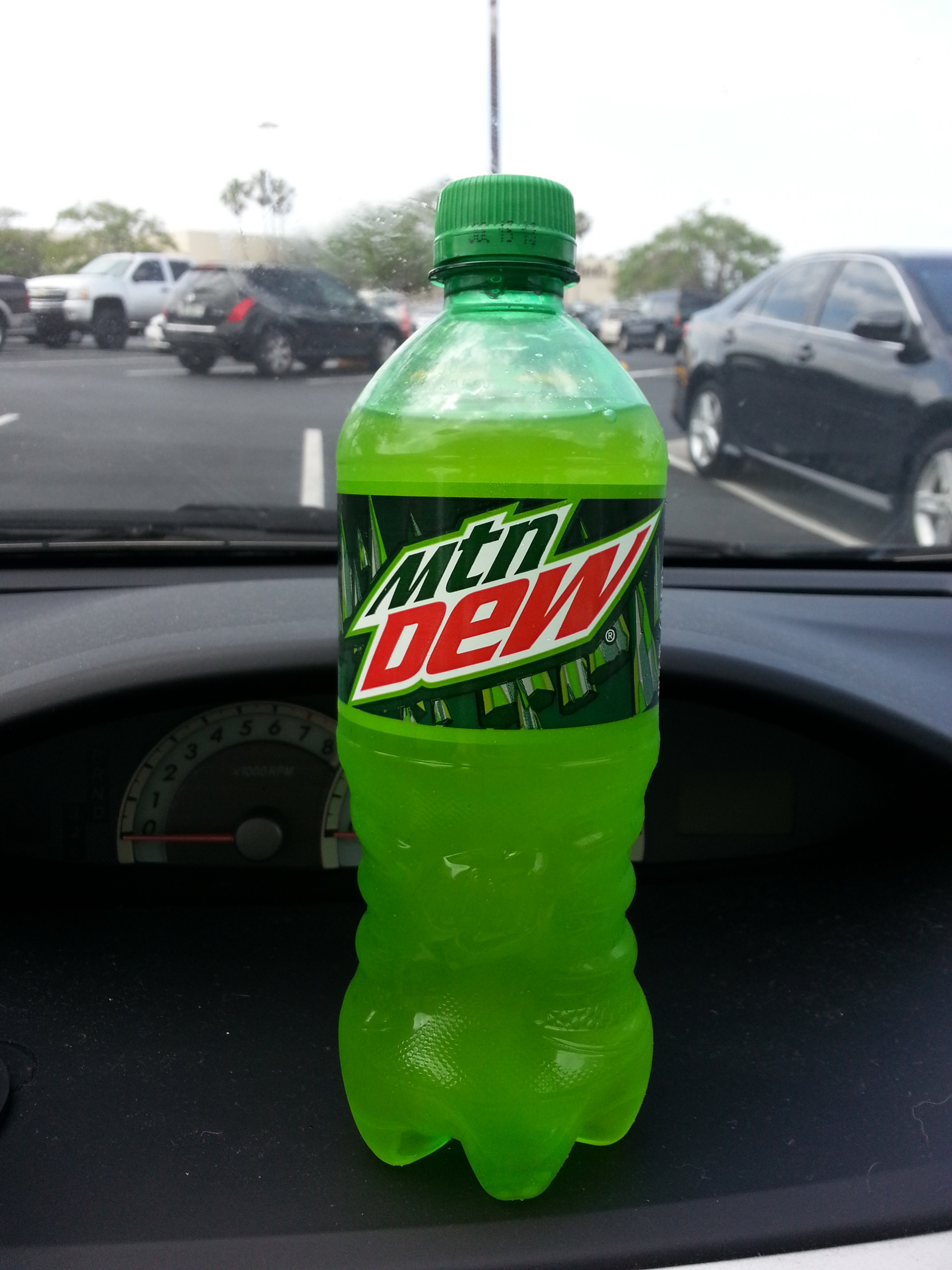
Mountain Dew in de Verenigde Staten

Mountain Dew is een frisdrank met een lemon-limesmaak die gemaakt en gedistribueerd wordt door PepsiCo. Het vindt zijn oorsprong in Knoxville, Tennessee in de Verenigde Staten. De frisdrank is populair in grote delen van de Verenigde Staten en was in Nederland lange tijd alleen verkrijgbaar per import. 
Mountain Dew heeft zich in het verleden de kritieken aangetrokken van gezondheidsexperts, die menen dat de frisdrank te veel cafeïne bevat. In Australië en Canada en in verschillende Amerikaanse staten wordt Mountain Dew verkocht die geen cafeïne bevat; in Canada mochten tot 2010 andere frisdranken dan cola geen cafeïne bevatten.

## Verenigde Staten
In 2007 was Mountain Dew de op drie na bestverkochte frisdrank in de Verenigde Staten, na Coca-Cola, Pepsi-Cola en Coca-Cola Light. De lightversie van Mountain Dew, Diet Mountain Dew, eindigde dat jaar op de negende plaats.
In oktober 2008 kondigde PepsiCo aan de stijl van het Mountain Dew-logo in de VS te wijzigen, door onder meer de naam af te korten tot Mtn. Dew. De uitspraak van de naam is echter ongewijzigd gebleven.

## Nederland
Op 4 maart 2012 kondigde PepsiCo aan dat Mountain Dew verkrijgbaar zou worden in Nederland.
Nadien werd de frisdrank enige jaren in Nederland geproduceerd en gebotteld door Vrumona in plastic flesjes van 500 ml en blikjes van 330 ml. Naast de oorspronkelijke Mountain Dew Regular (citrussmaak) was er sinds maart 2015 ook Mountain Dew Game Fuel (citrus- en kersensmaak) verkrijgbaar. In april 2017 introduceerde PepsiCo een suikervrije variant van de frisdrank, en werd de Game Fuel (citrus- en kersensmaak) niet langer verkocht.
Op 30 september 2015 heeft consumentenorganisatie Foodwatch het zeer omstreden ingrediënt gebromeerde plantaardige olie aangetroffen in de smaken Voltage en Code Red. Deze smaken werden geïmporteerd uit de Verenigde Staten, waar dit ingrediënt is toegelaten. In de Europese Unie is gebromeerde plantaardige olie verboden, als gevolg daarvan moest Mountain Dew uit de schappen worden gehaald. Vanaf 1 juli 2018 is PepsiCo gestopt met de verkoop van Mountain Dew in flesjes van 500 ml en is alleen nog een suikervrije variant beschikbaar in blikjes van 250 ml. Omdat de suikervrije variant niet goed verkocht, is Pepsi in april 2019 gestopt met de productie van Mountain Dew in Nederland.
Mountain Dew is elders in Europa nog wel te koop, maar zonder het omstreden ingrediënt. Mountain Dew in Europa geproduceerd na september 2019 bevat geen gebromeerde plantaardige olie meer.